# 케임브리지 대학교의 칼리지
케임브리지 대학은 중앙 대학의 학술 부서와 행정부 외에도 31개의 칼리지로 구성되어 있다.

## 칼리지 목록
- 피터하우스, 케임브리지
- 세인트 존스 칼리지 (케임브리지 대학교)

## 같이 보기
- 전문대학
- 단기대학
- 칼리지
- 영국의 대학 안의 칼리지
- 케임브리지 대학교